# 伏龙泉镇
伏龙泉镇，是中华人民共和国吉林省长春市农安县下辖的一个乡镇级行政单位。

## 行政区划
伏龙泉镇下辖以下地区：
繁华街社区、新村街社区、蔬菜村、东榛柴村、兴隆村、泉眼岭村、西榛柴村、龙泉村、房身沟村、匡家村、大岭村、东甸子村、泉子沟村、伏山村、兴隆沟村、裕民村、奋进村、保卫村、东升村、福增永村、朝阳村、红心村、顺山村、同盟村和平贵村。